# Saint-Félicien de Lamastre

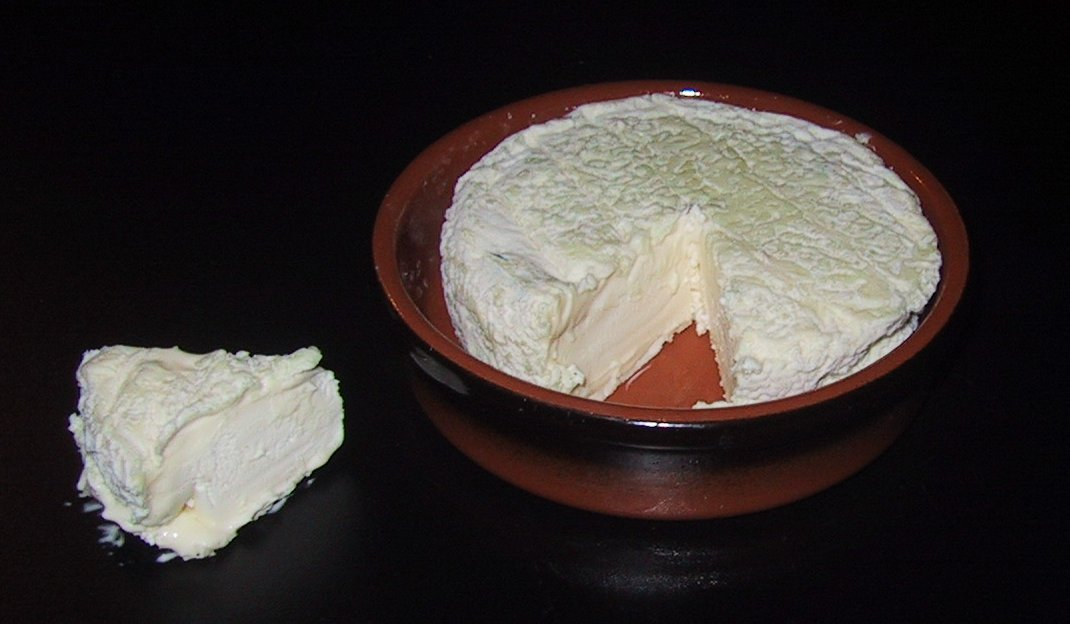
Saint-Félicien Käse in einer Tonkasserolle

Der Saint-Félicien de Lamastre ist ein französischer Rohmilchkäse, der aus Ziegenmilch hergestellt wird. Es handelt sich um einen Fermier-Käse, der nur aus der Milch hergestellt wird, die der Käser selber hält. Der Käse ist sehr weich und mild. Der Weichkäse wird in der Herstellung nicht gepresst und reift mit einer natürlichen Rinde. Gereift wird dieser Käse über mindestens zwei Wochen.
Der Käse kommt als Laib mit einem Durchmesser von acht bis 10 Zentimeter in den Handel. Der Fettgehalt in der Trockenmasse beträgt 45 %. Angeboten wird dieser Käse von Frühjahr bis Herbst.